# Abdij van Morimond

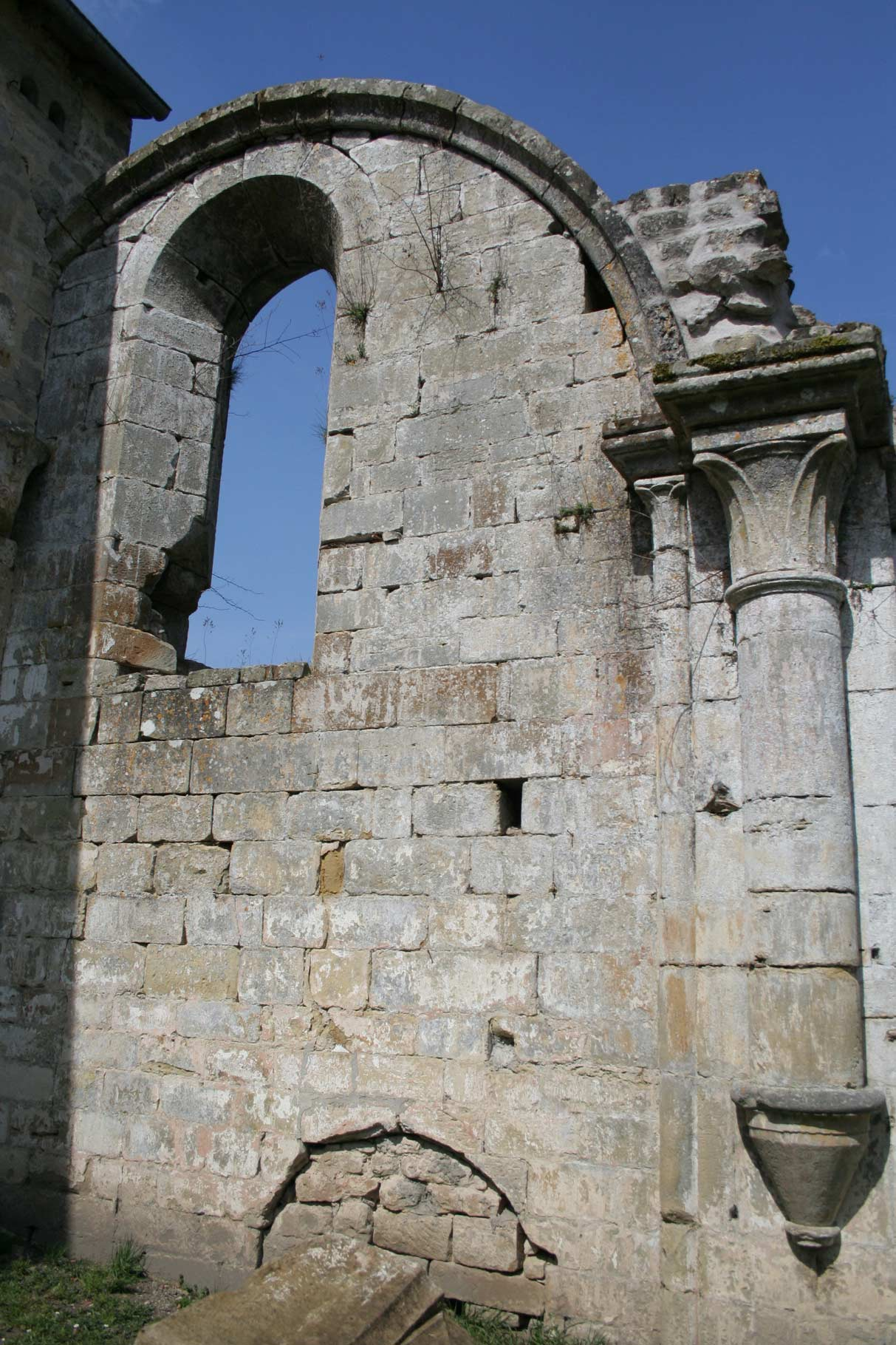
Ruïne van de Abdij van Morimond

De Abdij van Morimond (Latijn: Morimund) is een voormalige abdij van de cisterciënzers in Parnoy-en-Bassigny in de regio Grand Est in Frankrijk. De abdij werd in 1115 door de abt Stephen Harding van de abdij van Cîteaux gesticht. Het was een van de vier primaire cisterciënzer abdijen, naast de Abdij van La Ferté, de Abdij van Pontigny en de Abdij van Clairvaux. De abdij had op haar hoogtepunt 261 dochterkloosters (waarbij de vestigingen van ridderorden, zoals de orden van Calatrava en van Alcantara, niet worden meegeteld). Daarvan waren 29 directe dochterkloosters, die zich in Frankrijk, Italië, de Britse Eilanden, Duitsland, Spanje, Polen en de Levant bevonden.

## Geschiedenis
De abdij lag in het bisdom Langres en werd door Odelrik d'Aigremont en zijn vrouw Adeline de Choiseul ondersteund. De Duitser Arnold (gestorven in 1126), ook bekend als de Pilaar van de Cisterciënzers, was de eerste abt. Tussen 1123 (Kamp) en 1305 (Stolpe) werden vanuit Morimond en Clairveaux 44 Duitse en meer dan 700 kloosters elders op de wereld opgericht. Onder de vroeg opgerichte kloosters is de Abdij van Maulbronn, die in 1147 in Baden-Württemberg opgericht werd, opvallend: het is de best bewaarde middeleeuwse abdij ten noorden van de Alpen en staat op de Werelderfgoedlijst.

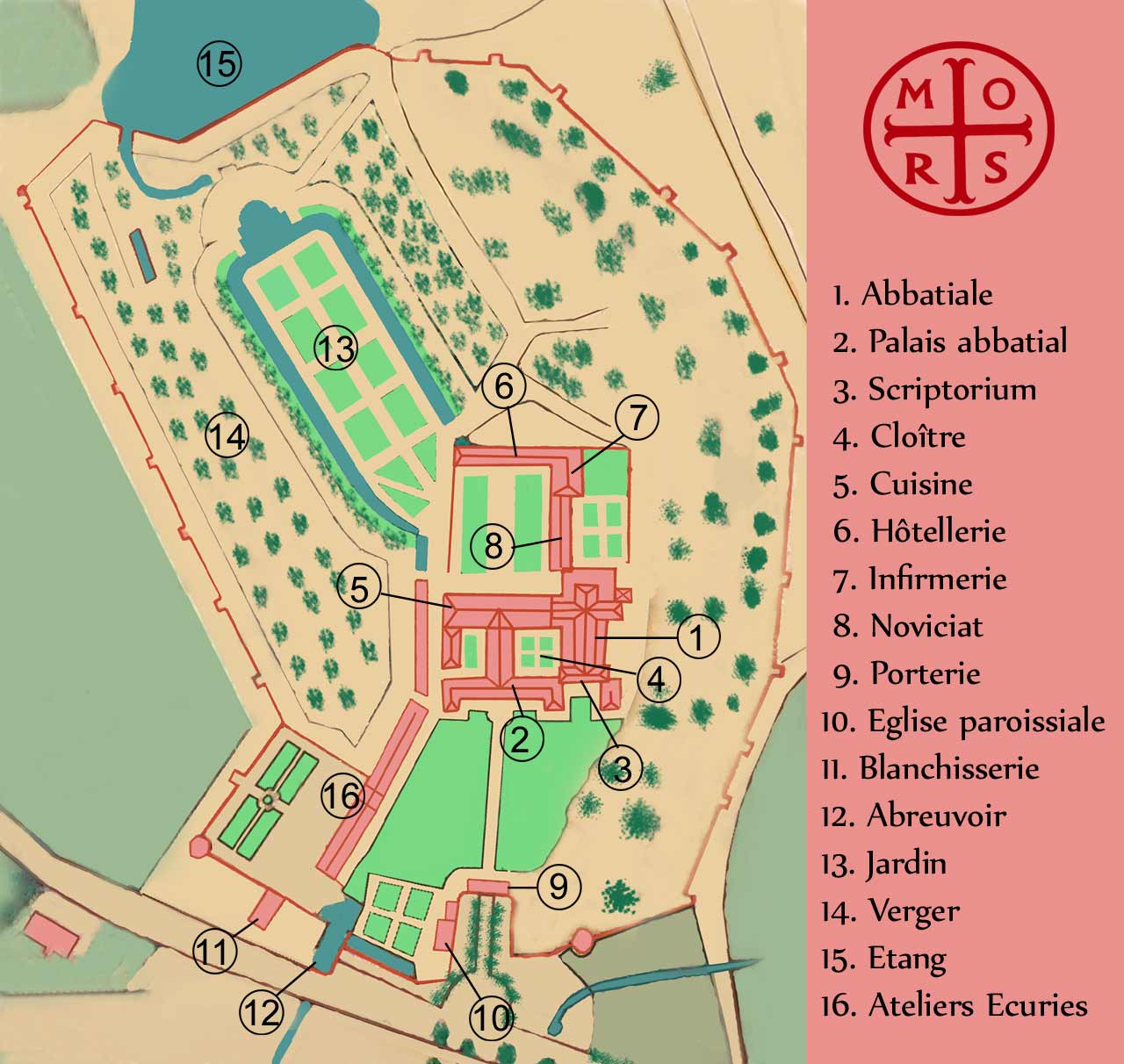
Grondplan van de abdij omstreeks 1789

De kruisvormige abdijkerk had een schip met twee zijbeuken en een recht afgesloten koor dat aan alle kanten kapellen had. De kerk werd volgens het bouwvoorschrift van de cisterciënzers eenvoudig, zonder torens en architecturale opsmuk, gebouwd. Tijdens de Hugenotenoorlogen in 1572 en tijdens de Dertigjarige Oorlog in 1636 werd de abdij van Morimond geplunderd en in 1791 werd de abdij opgeheven. Alleen de abdijkerk bleef behouden, maar in de negentiende eeuw verviel het gebouw tot een ruïne. Van de middeleeuwse abdij resteert alleen nog een deel van de zijbeuk van de abdijkerk; bovendien bestaan er nog overblijfselen van achttiende-eeuwse gebouwen: het portaal, paviljoens, arcades en de bibliotheek.
De naam „Morimond“ is afkomstig van „mori mundo“ (sterf voor de wereld). Wie in het begin van de twaalfde eeuw in deze cisterciënzerabdij in de Champagne binnentrad ontzegde zich het aardse bestaan. Een van de beroemdste personen uit de Abdij van Morimond was Otto van Freising de zoon van Leopold III, de markgraaf van Oostenrijk en diens vrouw Agnes, de dochter van keizer Hendrik IV. Otto had in Parijs gestudeerd, waarna hij lid werd van de orde der cisterciënzers waar hij uiteindelijk de functie van abt vervulde. Ook paus Benedictus XII, de derde paus in Avignon, begon zijn carrière als monnik te Morimond.